# Charlie Amery
Charles S. Amery (16 tháng 9 năm 1910 – 1979) là một cầu thủ bóng đá người Anh thi đấu ở vị trí left back. Ông chuyển từ New Brighton đến Tranmere Rovers năm 1935, có 47 lần ra sân cho Rovers. Amery có 1 lần thi đấu ở Football League cho Stockport County. Ông cũng thi đấu cho Blackpool trong sự nghiệp của mình.